# Joseph Kinsky von Wchinitz und Tettau
Joseph Kinsky von Wchinitz und Tettau (nome completo in tedesco Joseph Ernst Leonhard Dominik; Vienna, 12 gennaio 1751 – Praga, 11 agosto 1798) è stato il quarto principe Kinsky von Wchinitz und Tettau dal 1792 al 1798.

## Biografia

### Infanzia
Joseph nacque a Vienna come secondo figlio maschio di Franz de Paula Ulrich, III Principe Kinsky von Wchinitz und Tettau e della Contessa Maria Sidonie di Hohenzollern-Hechingen. Diventò principe in seguito alla morte di suo padre nel 1792.

### Carriera politica
Joseph diventò ciambellano imperiale nel 1767, wirklicher Kammerherr nel 1772, consigliere del governo dell'arciducato d'Austria nel 1774, e consigliere imperiale nel 1775. In questo ruolo viaggiò molto in tutta Europa. Successe a suo padre nel 1792, diventando il IV principe Kinsky von Wchinitz und Tettau. In questa fase si dimise la sua posizione al servizio dello Stato.
Fu un mecenate di Pavel Vranický (1756–1808) e di altri musicisti moravi e boemi a Vienna.

### Matrimonio
Joseph sposò il 23 aprile 1777 a Vienna la contessa Maria Rosa di Harrach-Rohrau (1758–1814), figlia di Ferdinand Bonaventura II e di Maria Rosa di Harrach-Rohrau.

## Discendenza
Joseph Kinsky von Wchinitz und Tettau e Maria Rosa di Harrach-Rohrau ebbero due figlie e due figli:
- Contessa Maria Sidonia Kinsky von Wchinitz und Tettau (12 febbraio 1779 – 26 March 1837), sposò nel 1796 Anton Isidor, Principe di Lobkowicz; ebbe figli.
- Contessa Maria Rosa Johanna Kinsky von Wchinitz und Tettau (23 maggio 1780 – 16 marzo 1842)
- Ferdinand, V Principe Kinsky von Wchinitz und Tettau (5 dicembre 1781 – 3 novembre 1812), sposò nel 1801 la Baronessa Maria Charlotte Caroline von Kerpen; ebbe figli.
- Conte Franz de Paula Kinsky von Wchinitz und Tettau (23 marzo 1784 – 17 novembre 1823), sposò nel 1809 la Contessa Therese von Wrbna und Freudenthal; ebbe figli, tra cui Franziska, principessa consorte di Liechtenstein.

## Ascendenza
|                                                      |                                   |                                                               | Genitori                                               |  |  | Nonni |  |  | Bisnonni                                          |  |  | Trisnonni                                   |  |
|                                                      |                                   |                                                               |                                                        |  |  |       |  |  | Wenceslaus Norbert Kinsky von Wchinitz und Tettau |  |  | Jan Oktavian Kinsky von Wchinitz und Tettau |  |
|                                                      |                                   |                                                               |                                                        |  |  |       |  |  | Wenceslaus Norbert Kinsky von Wchinitz und Tettau |  |  | Jan Oktavian Kinsky von Wchinitz und Tettau |  |
|                                                      |                                   | Margaretha Magdalena von Porcia und Brugnera                  |                                                        |  |  |       |  |  | Wenceslaus Norbert Kinsky von Wchinitz und Tettau |  |  |                                             |  |
| Philip Kinsky von Wchinitz und Tettau                |                                   |                                                               |                                                        |  |  |       |  |  | Wenceslaus Norbert Kinsky von Wchinitz und Tettau |  |  |                                             |  |
|                                                      |                                   | Anna Theresia von Nesselrode                                  | Philipp Wilhelm Christoph von Nesselrode               |  |  |       |  |  |                                                   |  |  |                                             |  |
|                                                      |                                   | Anna Theresia von Nesselrode                                  | Philipp Wilhelm Christoph von Nesselrode               |  |  |       |  |  |                                                   |  |  |                                             |  |
|                                                      |                                   | Anna Theresia von Nesselrode                                  | Adriana von Leerodt                                    |  |  |       |  |  |                                                   |  |  |                                             |  |
| Franz de Paula Ulrich Kinsky von Wchinitz und Tettau |                                   | Anna Theresia von Nesselrode                                  |                                                        |  |  |       |  |  |                                                   |  |  |                                             |  |
|                                                      |                                   | Jiri Adam Ignác Borita von Martinic                           | Maximilian Valentin Borita von Martinic                |  |  |       |  |  |                                                   |  |  |                                             |  |
|                                                      |                                   | Jiri Adam Ignác Borita von Martinic                           | Maximilian Valentin Borita von Martinic                |  |  |       |  |  |                                                   |  |  |                                             |  |
|                                                      |                                   | Jiri Adam Ignác Borita von Martinic                           | Anna Katharina Bukuwka von Bukuwky                     |  |  |       |  |  |                                                   |  |  |                                             |  |
| Marie Karolina Borita von Martinic                   |                                   | Jiri Adam Ignác Borita von Martinic                           |                                                        |  |  |       |  |  |                                                   |  |  |                                             |  |
|                                                      |                                   | Josepha von Sternberka                                        | Oldrich Adolf Vratislav von Sternberka                 |  |  |       |  |  |                                                   |  |  |                                             |  |
|                                                      |                                   | Josepha von Sternberka                                        | Oldrich Adolf Vratislav von Sternberka                 |  |  |       |  |  |                                                   |  |  |                                             |  |
|                                                      |                                   | Josepha von Sternberka                                        | Anna Lucia Slavata von Chlumu a Kosumberka             |  |  |       |  |  |                                                   |  |  |                                             |  |
| Joseph Kinsky von Wchinitz und Tettau                |                                   | Josepha von Sternberka                                        |                                                        |  |  |       |  |  |                                                   |  |  |                                             |  |
|                                                      | Filippo di Hohenzollern-Hechingen | Giovanni Giorgio di Hohenzollern-Hechingen                    |                                                        |  |  |       |  |  |                                                   |  |  |                                             |  |
|                                                      | Filippo di Hohenzollern-Hechingen | Giovanni Giorgio di Hohenzollern-Hechingen                    |                                                        |  |  |       |  |  |                                                   |  |  |                                             |  |
|                                                      | Filippo di Hohenzollern-Hechingen | Francesca di Salm-Neufville                                   |                                                        |  |  |       |  |  |                                                   |  |  |                                             |  |
| Ermanno Federico di Hohenzollern-Hechingen           | Filippo di Hohenzollern-Hechingen |                                                               |                                                        |  |  |       |  |  |                                                   |  |  |                                             |  |
|                                                      |                                   | Maria Elisabetta di Berg ’s-Heerenberg                        | Enrico di Berg ’s-Heerenberg                           |  |  |       |  |  |                                                   |  |  |                                             |  |
|                                                      |                                   | Maria Elisabetta di Berg ’s-Heerenberg                        | Enrico di Berg ’s-Heerenberg                           |  |  |       |  |  |                                                   |  |  |                                             |  |
|                                                      |                                   | Maria Elisabetta di Berg ’s-Heerenberg                        | Erbin di Bergen op Zoom                                |  |  |       |  |  |                                                   |  |  |                                             |  |
| Maria Sidonia Teresa di Hohenzollern-Hechingen       |                                   | Maria Elisabetta di Berg ’s-Heerenberg                        |                                                        |  |  |       |  |  |                                                   |  |  |                                             |  |
|                                                      |                                   | Francesco Alberto di Oettingen-Spielberg                      | Giovanni Francesco di Oettingen-Spielberg              |  |  |       |  |  |                                                   |  |  |                                             |  |
|                                                      |                                   | Francesco Alberto di Oettingen-Spielberg                      | Giovanni Francesco di Oettingen-Spielberg              |  |  |       |  |  |                                                   |  |  |                                             |  |
|                                                      |                                   | Francesco Alberto di Oettingen-Spielberg                      | Ludovica Rosalia Attems                                |  |  |       |  |  |                                                   |  |  |                                             |  |
| Giuseppa di Oettingen-Spielberg                      |                                   | Francesco Alberto di Oettingen-Spielberg                      |                                                        |  |  |       |  |  |                                                   |  |  |                                             |  |
|                                                      |                                   | Johanna Margarethe von Schwendi zu Hohenlandsberg und Camberg | Franz Ignaz von Schwendi zu Hohenlandsberg und Camberg |  |  |       |  |  |                                                   |  |  |                                             |  |
|                                                      |                                   | Johanna Margarethe von Schwendi zu Hohenlandsberg und Camberg | Franz Ignaz von Schwendi zu Hohenlandsberg und Camberg |  |  |       |  |  |                                                   |  |  |                                             |  |
|                                                      |                                   | Johanna Margarethe von Schwendi zu Hohenlandsberg und Camberg | Maria Margarete Fugger zu Kirchberg und Weissenhorn    |  |  |       |  |  |                                                   |  |  |                                             |  |
|                                                      |                                   | Johanna Margarethe von Schwendi zu Hohenlandsberg und Camberg |                                                        |  |  |       |  |  |                                                   |  |  |                                             |  |